# Rurec
Rurec es una montaña en la Cordillera Blanca en los Andes centrales de Perú, con una altura de aproximadamente 5700 m s.n.m. y ubicada en la provincia de Huaraz en la región Áncash.
Se ubica al sur del nevado Huantsán y al este del Cashan, y a sus pies se encuentra la laguna de Tararhua.

## Etimología
En la lengua quechua ancashina, la palabra rurec vendría del quechua ruriq, en donde:
- ruri significa 'profundo'[4]
- -q es un sufijo agentivo,[5]

por lo que ruriq podría significar 'que profundiza'.

## Ascensiones históricas

### Primera Expedición
Perú,  Estados Unidos y  Brasil: La primera ascensión al nevado Rurec, por la arista NO y desde la cumbre del Yahuaraju, fue realizada el 17 de julio de 1965 por Emilio Ángeles, H. Adams Carter y Domingos Giobbi.